# Josef Riedmann
Josef Riedmann (Wörgl, 9 settembre 1940) è uno storico e medievista austriaco.

## Biografia
Josef Riedmann ha studiato storia e geografia alle Università di Innsbruck, Marburgo e Vienna. Ha conseguito il dottorato nel 1966 ed è stato assistente presso l'Istituto per la Ricerca Storica Austriaco di  Vienna. Dal 1969 è stato assistente presso l'Istituto per gli Studi Storici presso l'Università di Innsbruck. Nel 1975 ha conseguito la Habilitation sulla storia austriaca. 
Ha svolto soggiorni di ricerca in varie destinazioni di studio, tra cui Roma e Venezia. Nel 1982 è divenuto professore di storia medievale e scienze ausiliarie della storia all'Università di Innsbruck, dove dal 1º ottobre 2006 ricopre la posizione di professore emerito. Tra i suoi allievi ebbe i medievisti Klaus Brandstätter, Hannes Obermair e Romedio Schmitz-Esser.
Riedmann è membro effettivo dell'Accademia austriaca delle scienze e socio corrispondente della Direzione Centrale dei Monumenta Germaniae Historica di Monaco di Baviera e dell'Accademia degli Agiati di Rovereto. 

### Codice federiciano di Innsbruck

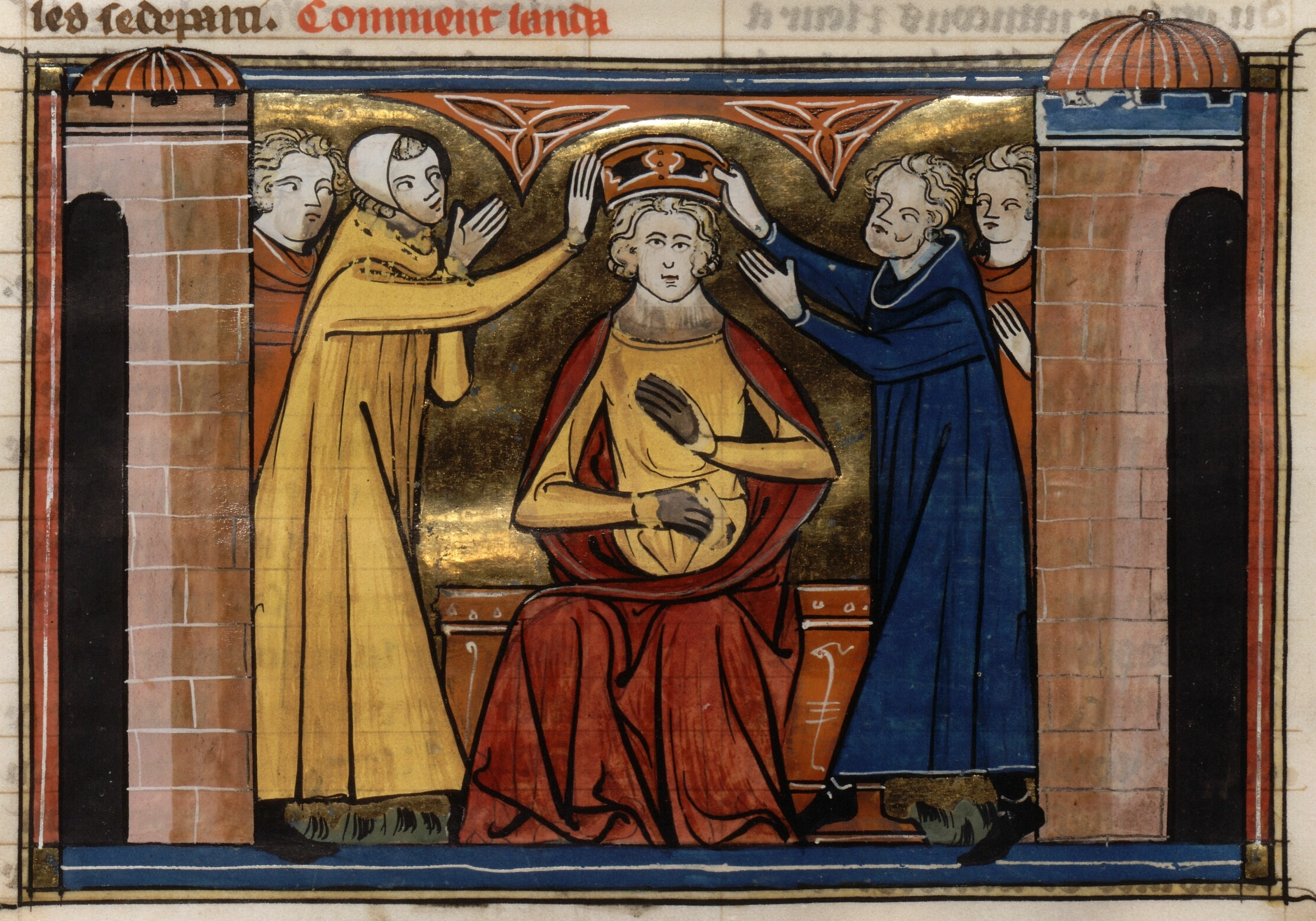
Incoronazione di Corrado IV

È conosciuto come coautore dell'importante scoperta di un codice contenente la copia di un carteggio di oltre 200 documenti, precedentemente ignoti, tra epistole e mandati, appartenenti agli anni del tramonto della dinastia Hohenstaufen. 
Tra essi vi sono tre dozzine di documenti di Federico II di Svevia, e ben oltre un centinaio ascrivibili a suo figlio Corrado IV, e altre epistole provenienti da eminenti personaggi politici dell'epoca, tra cui vari papi, il Sultano mamelucco d'Egitto, e il Re di Gerusalemme Giovanni di Brienne, padre di Jolanda seconda moglie di Federico II. 
Le lettere e i documenti tramandati dal codice svelano alcuni tratti sconosciuti della personalità dell'imperatore svevo ma, soprattutto, sembrano in grado di fare nuova luce sulla figura politica del figlio Corrado, la ricostruzione della cui immagine è condizionata dalla scarsità di fonti storiche. Il profilo e il livello politico di quest'ultimo, in particolare, sembrano uscire notevolmente valorizzati dai documenti ritrovati.